# Thalmus Rasulala
Thalmus Rasulala est un acteur américain, né le 15 novembre 1939 à Miami, en Floride (États-Unis), et mort le 9 octobre 1991 à Albuquerque (Nouveau-Mexique).

## Filmographie
- 1964 : La Quatrième Dimension (The Twilight Zone) (Série TV) : épisode Automatisation (The Brain Center at Whipple's) de Richard Donner (saison 5, épisode 33) : l'agent d'entretien
- 1968 : On ne vit qu'une fois (One Life to Live) (série TV) : Lt. Jack Neal #1
- 1970 : Aventures à New York (The Out-of-Towners) d'Arthur Hiller : Police Officer
- 1972 : Cool Breeze : Sidney Lord Jones
- 1972 : Le Vampire noir (Blacula) de William Crain (en) : Dr. Gordon Thomas
- 1973 : The Bait (TV) : Eddie Nugent
- 1974 : Willie Dynamite (en) de Gilbert Moses : Robert Daniels
- 1974 : The Autobiography of Miss Jane Pittman (TV) de  John Korty : Ned
- 1975 : Friday Foster (en) d'Arthur Marks : Blake Tarr
- 1975 : Mr. Ricco de Paul Bogart : Frankie Steele
- 1975 : Last Hours Before Morning (TV) : Justice Sullivan
- 1975 : Cornbread, Earl and Me : Charlie
- 1975 : Bucktown : Roy
- 1976 : Adiós Amigo : Noah
- 1976 : La Loi de la haine (The Last Hard Men) : George Weed
- 1977 : Racines (Roots) (feuilleton TV) : Omoro (Kunta's father)
- 1977 : Touche pas à mon gazon (Fun with Dick and Jane) de Ted Kotcheff : Mr. Johnson, Income Maintenance Technician
- 1977 : Navire en détresse (Killer on Board) (TV) : Dr. Alvarez
- 1978 : The President's Mistress (en) (TV) : Lieutenant Gordon
- 1979 : The Bermuda Triangle : Coast Guard Officer
- 1981 : The Sophisticated Gents (TV) : Snake
- 1983 : For Us the Living: The Medgar Evers Story (TV)
- 1984 : The Jerk, Too (TV) : Crossroads
- 1984 : Booker (TV) : Stepfather
- 1986 : L'Impossible évasion (The Defiant Ones) (TV) : Fred
- 1986 : Born American : The Admiral
- 1986 : The Boss' Wife (en) de Ziggy Steinberg (en) : Barney
- 1988 : Nico (Above the Law) : Deputy Supt. Crowder
- 1988 : À l'épreuve des balles (Bulletproof) de Steve Carver : Detective Billy Dunbar
- 1989 : Judgement : Judge Jackson
- 1989 : My Past Is My Own (TV) : Marshall
- 1989 : Vic Daniels, flic à Los Angeles (The New Dragnet) (série TV) : Capitaine Boltz
- 1989 : Opération Crépuscule (The Package) d'Andrew Davis: Secret Service Commander
- 1989 : The Preppie Murder (en) (TV)
- 1963 : Hôpital central (General Hospital) (série TV) : Tangeneva (1989)
- 1990 : Lambada de Joel Silberg : Wesley Wilson
- 1990 : Blind Vengeance (TV)
- 1991 : New Jack City de Mario Van Peebles : Police Commissioner
- 1992 : Mom and Dad Save the World de Greg Beeman : General Afir